# Алексеев, Игорь Вячеславович
И́горь Вячесла́вович Алексе́ев (род. 7 апреля 1982, Волгоград) — белорусский легкоатлет, выступающий в прыжках с шестом.

## Биография
Первоначально имел российское гражданство, в 2003 году на мемориале В. П. Куца в Москве одержал победу с личным рекордом — 5,65 м. С 2004 года выступал за Белоруссию, представлял Гомельскую область. Выигрывал чемпионат страны в 2004, 2005 и 2006 годах. После получения белорусского гражданства продолжал тренироваться под руководством Евгения Трофимова. Представлял Белоруссию на чемпионате Европы в помещении 2005 года чемпионате Европы 2006 года.
Начиная с 2007 года вновь стал представлять Россию. На чемпионате России в 2008 году с результатом 5,40 м занял 8-е место и не попал на Игры в Пекине. В 2010 году вернулся в Белоруссию, стал тренироваться у Геннадия Юркевича. Женился на бегунье Илоне Усович, у них родилась дочь Варвара.

## Лучшие результаты по сезонам
- 2001 — 5,30 м
- 2003 — 5,65 м
- 2005 — 5,50 м
- 2006 — 5,55 м
- 2007 — 5,50 м
- 2008 — 5,40 м
- 2010 — 5,41 м
- 2011 — 5,20 м

### В помещении
- 2003 — 5,50 м
- 2005 — 5,60 м
- 2006 — 5,50 м
- 2007 — 5,50 м
- 2008 — 5,50 м
- 2011 — 5,20 м

## Достижения
- Чемпион Белоруссии (3): 2004, 2005, 2006